# 이주안
이주안(1996년 1월 24일 ~ )는 대한민국의 배우이다.

## 학력
- 덕계초등학교 (졸업)
- 웅상중학교 (졸업)
- 효암고등학교 (전학)
- 무거고등학교 (졸업)
- 단국대학교 공연영화학부 연극연기 전공

## 배우 활동
이주안은 2018년 드라마 [SKY캐슬]로 데뷔 후, [구해줘2](2019)에서는 문제적인 고등학생으로 [보좌관2](2019)에서는
허당이지만 자기 일은 톡톡히 해내는 비서 역으로 출연했다.
맡은 캐릭터마다 자신의 색깔을 명확히 보여주고 있는 이주안의 향후 모습이 더욱 기대된다.

## 작품 활동

### 드라마
- 2018년 JTBC 금토 미니시리즈 《SKY 캐슬》 ... 이동민 역
- 2019년 OCN 수목 미니시리즈 《구해줘 2》 ... 고등학생 역
- 2019년 JTBC 월화 미니시리즈 《보좌관 - 세상을 움직이는 사람들 시즌2》 ... 박중석 역
- 2020년 JTBC 월화 미니시리즈 《야식남녀》
- 2020년 ~ 2021년 tvN 수목 미니시리즈 《여신강림》 ... 최만식 역
- 2021년 KBS2 월화 미니시리즈 《오월의 청춘》 ... 조사관 역
- 2021년 ~ 2022년 JTBC 주말 미니시리즈 《설강화 : snowdrop》 ... 황태자 역
- 2024년 KBS2 월화 미니시리즈 《환상연가》 ... 하랑 역